# Cris (futebolista)
Ana Cristina da Silva (Três Rios, 12 de dezembro de 1985), comumente conhecida como Cris, é uma futebolista profissional brasileira que atua como meio-campista no clube Série A1 do Ceará.
Cris fez parte da Seleção Guinéu-Equatoriana de Futebol Feminino na Copa do Mundo de Futebol Feminino de 2011.
Em 5 de outubro de 2017, Cris e outras nove futebolistas brasileiras foram declaradas pela FIFA como inelegíveis para jogar pela Guiné Equatorial.

## Infância
Ana Cristina da Silva nasceu em 12 de dezembro de 1985 em Três Rios, um município do estado do Rio de Janeiro.

## Carreira no clube
Enquanto jogava pelo Associação Ferroviária de Esportes (comumente conhecido como Ferroviária) no Brasil, Cris foi membro da equipe que conquistou o título do Campeonato Brasileiro de Futebol Feminino e a Copa do Brasil de Futebol Feminino em 2014.

## Carreira internacional
Depois de se naturalizar como equatoguineana, ela foi selecionada como membro da Seleção Guinéu-Equatoriana de Futebol Feminino para a Copa do Mundo de Futebol Feminino de 2011 na Alemanha. Na época em que foi convocada para a seleção, ela não tinha clube. Quando da Silva era membro da equipe da Guiné Equatorial que venceu o Campeonato Africano de Futebol Feminino de 2012, ela foi uma das 11 das 21 jogadoras naturalizadas brasileiras que jogavam como equatoguineanas.
Cris continuou a jogar pela equipe feminina equatoguineana nas partidas de qualificação para os Jogos Olímpicos de Verão de 2016 no Rio de Janeiro, Brasil. No entanto, a equipe foi expulsa do torneio após escalarem uma jogadora com documentação fraudulenta.

### Gols internacionais
Placares e resultados listam o saldo de gols da Guiné Equatorial primeiro
| Número | Data                | Local                          | Adversário | Placar | Resultado | Competição |
| ------ | ------------------- | ------------------------------ | ---------- | ------ | --------- | ---------- |
| 1      | 17 de junho de 2011 | Stade Jos Becker, Niederanven, | Luxemburgo | 5–0    | 8–0       | Amistoso   |